# Joachim al II-lea Hector, Elector de Brandenburg
Joachim al II-lea Hector (13 ianuarie 1505 – 3 ianuarie 1571) a fost Principe elector de Brandenburg (1535–1571). Membru al Casei de Hohenzollern, Joachim al II-lea a fost fiul lui Joachim I Nestor, Elector de Brandenburg și a soției acestuia, Elisabeta a Danemarcei, Norvegiei și Suediei.

## Biografie
Joachim al II-lea s-a născut la Cölln. Prima lui soție a fost Magdalena de Saxonia din linia ducală albertină a Casei de Wettin.
Tatăl său, Joachim I Nestor, l-a determinat pe Joachim Hector să semneze un contract de moștenire în care a promis să rămână romano-catolic. Acest lucru a fost destinat în parte pentru a-l ajuta pe fratele mai mic al lui Joachim Nestor, arhiepiscopul-elector Albrecht de Brandenburg, care a angajat datorii uriașe pentru a plăti Sfântului Scaun ridicarea sa în scaunul episcopal de Halberstadt și pentru dispensa care i-a permis să cumuleze scaunele episcopale de Magdeburg și Mainz.
Joachim Nestor, care a cofinanțat această cumulare de funcții, a fost de acord să recupereze aceste costuri de la populația electoratului său, permițând vânzarea de indulgențe. În electoratul vecin Saxonia, principele elector Johann Friedrich I a interzis vânzarea de indulgențe, nu pentru că în principiu nu era de acord cu ele, ci deoarece candidatul său pentru scaunul din Mainz ar fi trebuit să supraliciteze pentru funcția respectivă. Supusul Martin Luther al lui Johann Friedrich l-a convins pe principele elector să respingă indulgențele.

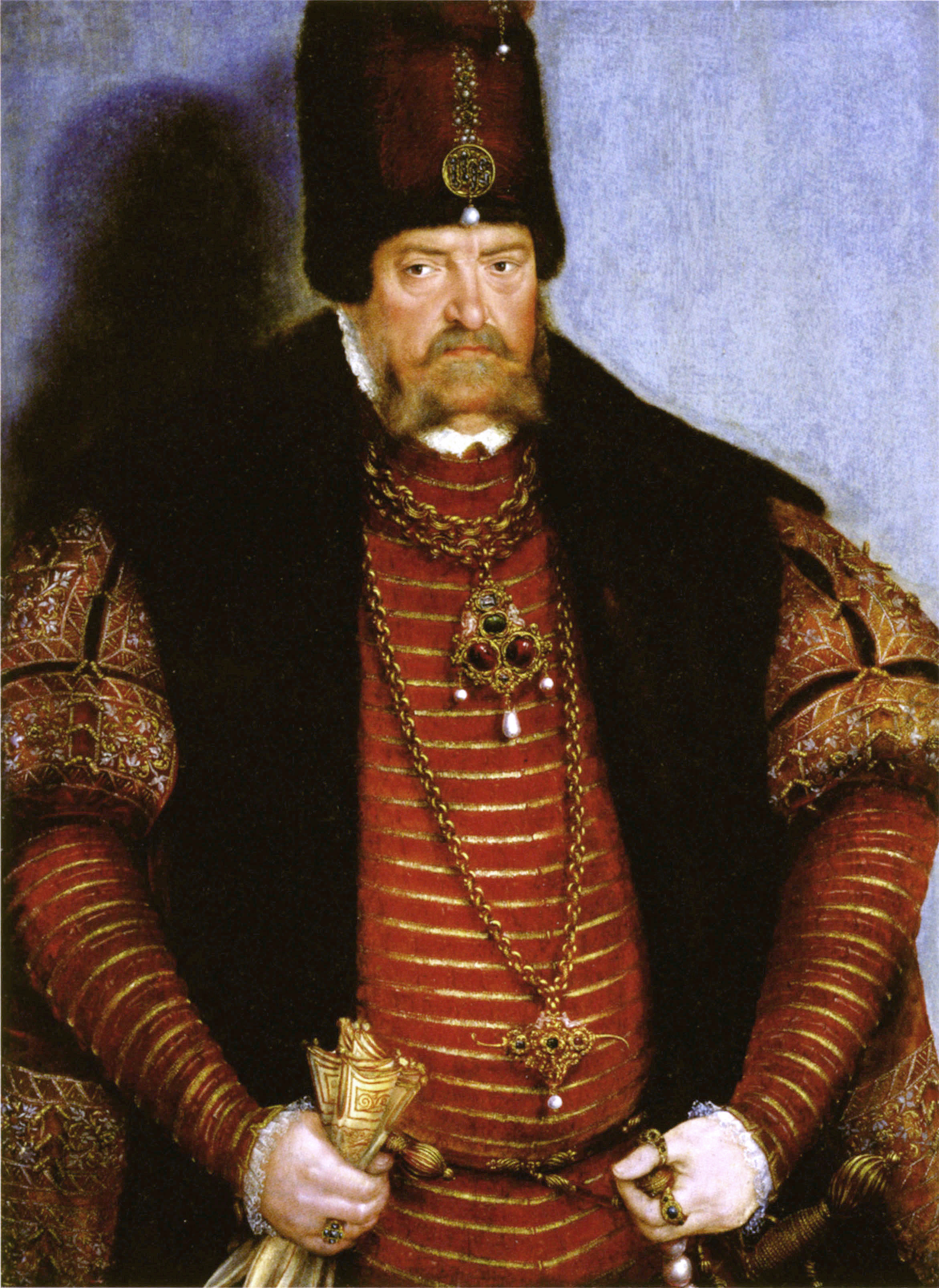
Joachim II Hector, Elector de Brandenburg, 1550

Astfel, finanțarea investiției și îndeplinirea contractelor de credit au depins de vânzarea de indulgențe credincioșilor catolici din Brandenburg. Joachim Hector nu a semnat acest pact.
Prima soție a lui Joachim Hector, Magdalena, a murit în 1534, iar în 1535 el s-a căsătorit cu Hedwig a Poloniei, fiica lui Sigismund I al Poloniei și a contesei Barbara Zápolya (sora regelui Ioan I al Ungariei). Cum dinastia Jagiellon era catolică, Joachim al II-lea i-a promis lui Sigismund că n-o va obliga pe Hedwig să-și schimbe religia.
Odată cu moartea tatălui său Joachim Nestor (1535) și a socrului său Sigismund (1548), Joachim a trecut treptat la Reforma protestantă. La 1 noiembrie 1539, el a primit Împărtășania sub ambele tipuri în biserica Sf. Nicolae, un act care a indicat un anumit grad de simpatie cu noile idei religioase. Totuși, Joachim nu a adoptat în mod explicit luteranismul până în 1555, astfel încât să nu forțeze o confruntare deschisă cu aliatul său, împărat roman Carol al V-lea. 
La începutul anului 1539, la dieta imperială a prinților din Sfântul Imperiu Roman, luteranul Philipp Melanchthon a dezvăluit prinților adunați (printre care și Joachim), că pogromurile antievreiești din 1510 de pe domeniul Brandenburg s-au bazat pe minciuni. Acest pogrom a dus la expulzarea evreilor din Brandenburg. Avocatul evreu Josel von Rosheim, care era de asemenea prezent a pledat în fața lui Joachim în mod privat, să permită evreilor să se stabilească din nou în Brandenburg. Joachim a aderat la această cerere la 25 iunie 1539.
În 1526 armatele maghiare au fost învinse de Imperiul Otoman în Bătălia de la Mohács, și regele Ludovic al II-lea a murit pe câmp. Tronul vacant al Ungariei a fost pretins de unchiul soției lui Joachim, care a fost încoronat ca Ioan I al Ungariei. Totuși habsburgii pretindeau pentru ei coroana și au decis să riposteze în fața armatelor turcești care au invadat regatul ungar. În 1542 Joachim l-a asistat pe fratele împăratului Ferdinand I în lupta împotriva turcilor în Asediul de la Buda (1541). El a comandat o armată de trupele austriece, maghiare, germane, italiene, boemiene și dalmate, însă Electorul nu era un războinic experimentat și în cele din urmă a bătut în retragere. El a fost învins din nou de către otomani în Asediul de Pesta în 1542.
În 1545 Joachim a celebrat o nuntă dublă pentru doi dintre copii săi, Johann Georg și Barbara. Ei s-au căsătorit cu Sofia și Georg, ambii copii ai ducelui de Liegnitz, Frederick al II-lea.
Joachim a murit la palatul Köpenick pe care l-a construit în 1558.

### Căsătorii și copii
Cu Magdalena de Saxonia (1507-1534):
- Johann Georg, Elector de Brandenburg (1525–1598), a avut copii
- Barbara de Brandenburg, Ducesă de Brieg (1527–1595), a avut copii
- Elisabeta (1528–1529)
- Frederic al IV-lea de Brandenburg (1530–1552), Arhiepiscop de Magdeburg și episcop de Halberstadt
- Albrecht (1532-1532)
- Georg (1532-1532)
- Paul (1534-1534)

Cu Hedwig Jagiellon (1513–1573):
- Elisabeta Magdalena (1537–1595), căsătorită cu Francis Otto, Duce de Brunswick-Lüneburg
- Sigismund de Brandenburg (1538–1566), Arhiepiscop de Magdeburg și episcop de Halberstadt
- Hedwig de Brandenburg (1540–1602), căsătorită cu Julius, Duce de Brunswick-Lüneburg,
- Sofia (1541–1564), căsătorită cu Wilhelm de Rosenberg
- Joachim (1543–1544)
- o fiică nebotezată, născută în 1545